# Prijevremena ejakulacija
Prijevremena (ili prerana) ejakulacija (lat. ejaculatio praecox) je seksualni poremećaj kod kojeg muškarac ejakulira za vrijeme penetracije ili vrlo brzo po penetraciji, a svakako prije nego što bi to on ili njegova partnerica željeli. Konkretno, to znači da muškarac ejakulira pri penetraciji ili nekoliko (desetaka) sekundi po penetraciji, te tako sam odnos traje nekoliko sekundi. 
Ovo je najčešći seksualni poremećaj kod muškaraca svih dobi, češće se javlja kod mlađih muškaraca. 

## Uzroci
Gotovo su uvijek uzroci psihološke prirode, te gotovo da i nema organskog stanja koje bi moglo biti uzrokom ovog 
poremećaja. 

## Liječenje
Liječenje se sastoji u učenju vježbi (npr. stani - kreni tehnika i tehnika stiskanja) kojima se pacijenta podučava kako da prepozna trenutak vrlo visoke seksualne uzbuđenosti, a ipak prije nego što dosegne trenutak u kojemu više ne može spriječiti ejakulaciju (pa čak i da prestane sa svakim podraživanjem). Kad prepozna ovaj trenutak valja prekinuti podraživanje, te ga nastaviti nakon što se seksualno uzbuđenje smanji. 
Osim ovih vježbi, moguće je liječenje (u tvrdokornijim slučajevima, i isključivo uz nadzor liječnika) lijekovima (iz skupine selektivnih inhibitora povratnog transporta serotonina), te lokalnim sredstvima. 
Uspjeh liječenja je vrlo visok i ovo je seksualni poremećaj koji se uz adekvatnog stručnjaka (seksualnog terapeuta) može izliječiti.